# Schwanseestraße (Weimar)

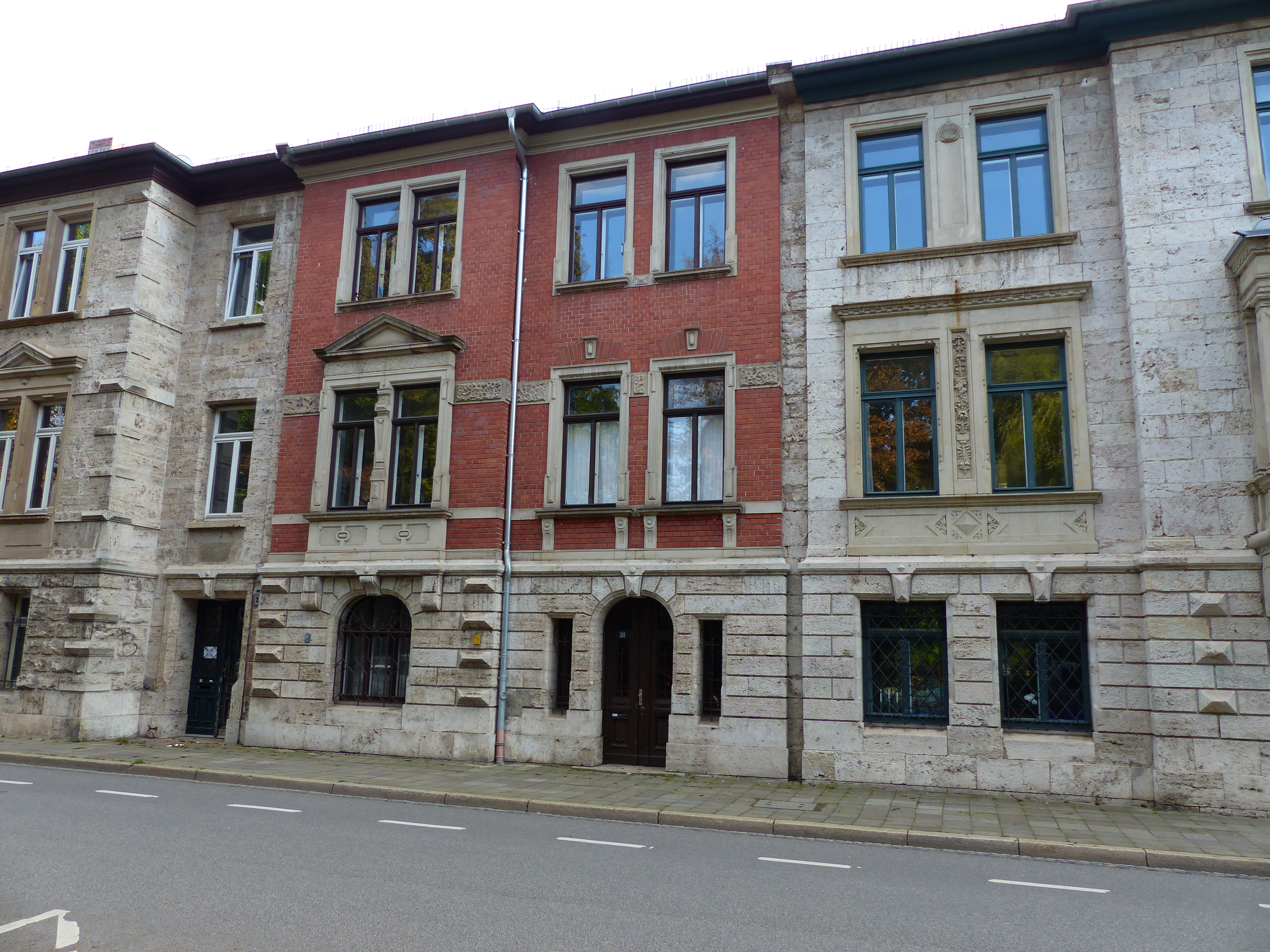
Schwanseestraße 29–31

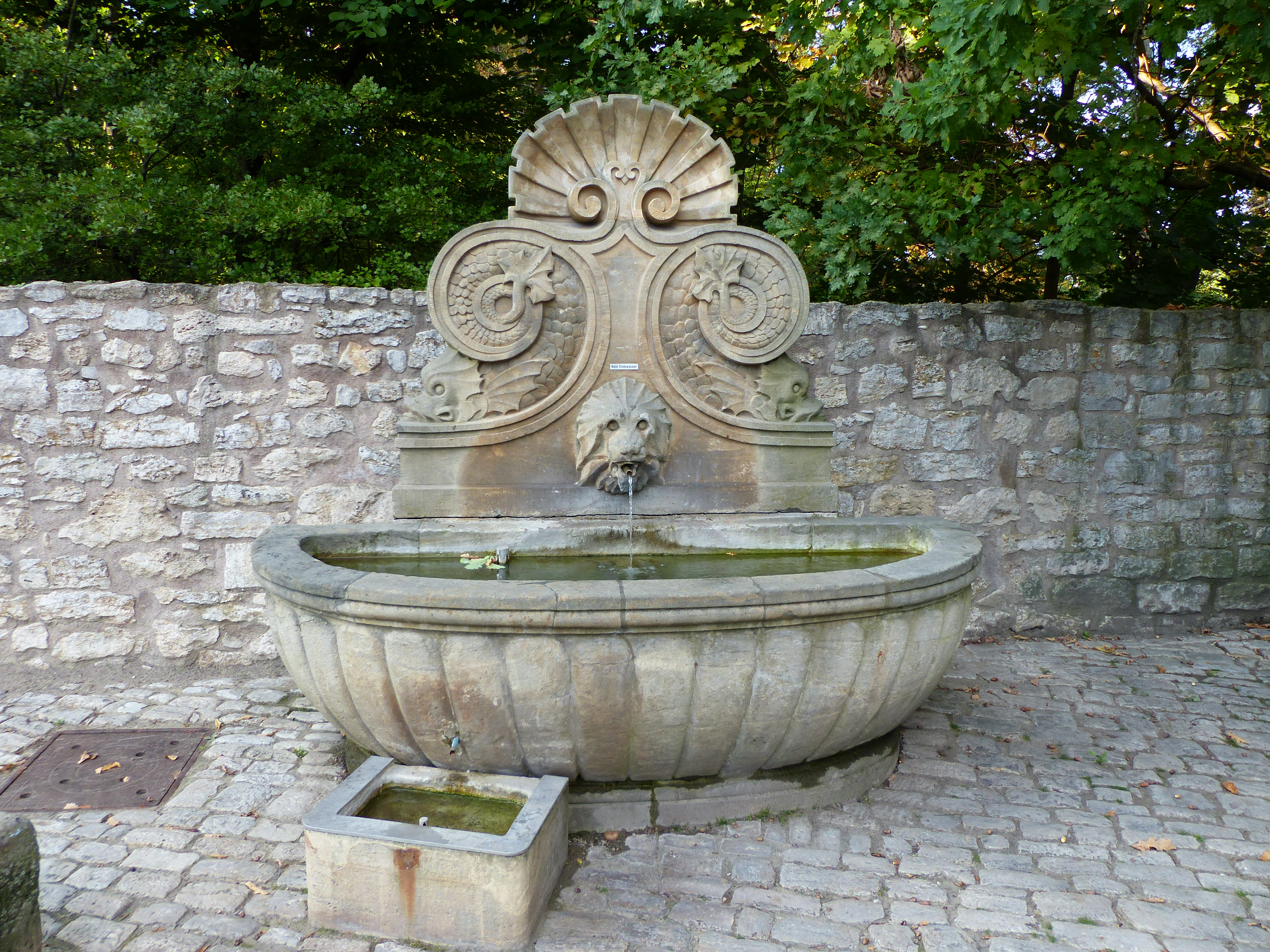
Muschelbrunnen in der Schwanseestraße

Die Schwanseestraße hat ihren Namen vom Schwansee in Weimar und führt vom Goetheplatz in westlicher Richtung letztlich bis fast auf die B 7 also der Erfurter Straße, kurz vor der sie im Ortsteil Tröbsdorf endet dort an der B 7 und geht durch den gesamten Ortsteil als Weimarer Straße weiter und endet dort an der St.-Marien-Straße. Sie ist eine Begrenzung des Asbach-Grünzugs, worin auch das Schwanseebad liegt. Die Schwanseestraße 9/11 ist das Thüringenkolleg Weimar und das Staatliche Schulamt Mittelthüringen Weimar.
Die Bürgerschule Weimar liegt an der nordwestlichen Ecke des Goetheplatzes/Schwanseestraße mit Eingang zur Karl-Liebknecht-Straße. Damit war ab 1822 die Bebauung der Schwanseestraße eingeleitet worden. Die an der Nordseite der Schwanseestraße befindlichen Wohnhäuser sind nach 1825 nach dem Bebauungsplan von Clemens Wenzeslaus Coudray als Typenwohnhäuser mit Durchfahrten errichtet worden. Ein Durchgang führt hinter der Bürgerschule von der Schwanseestraße zum Weimarhallenpark. Der Bereich Schwanseestraße gehört zur Weimarer Westvorstadt bzw. Weimar-West. An der Ecke Schwanseestraße/Goetheplatz befindet sich zudem das Hauptpostamt. Dieser Bereich ist von stadtgeschichtlicher Bedeutung hinsichtlich der Industrialisierung Weimars im 19. Jahrhundert. So sind hier zu erwähnen das Gaswerk (Weimar), ein Verdienst des Oberbürgermeisters Wilhelm Christian Friedrich Bock, das längst umgenutzt wurde, die Möbelfabrik Hermann Scheidemantel und das Dampfsäge- und Hobelwerk Constantin Grosch. In der Schwanseestraße befanden sich 5 Ackerbürgerscheunen. Die auf die Schwanseestraße stoßende Coudraystraße, benannt nach Clemens Wenzeslaus Coudray, hieß einst auch Scheunenstraße. Kurz vor der Ecke der Bad-Hersfelder-Straße befindet sich der von Carl Dornberger geschaffene Muschelbrunnen in Weimar. Hinter der hinter diesem befindlichen Mauer liegt der Weimarhallenpark. Außerdem befindet sich hier die Stadtverwaltung Weimars in der Schwanseestraße 15/17.
Der Bereich Schwanseestraße 1 – 13 und 2 – 26 steht auf der Liste der Kulturdenkmale in Weimar (Sachgesamtheiten und Ensembles). Einzelne weitere Gebäude stehen auf der Liste der Kulturdenkmale in Weimar (Einzeldenkmale). Darauf stehen die hier genannten Gebäude.